# Ana de nadie
Ana de nadie é uma telenovela colombiana produzida e exibida pela RCN Televisión de 1 de março a 25 de julho de 2023. É uma adaptação da telenovela de 1993 Señora Isabel, cuja versão popular mais recente foi Si nos dejan. É protagonizada por Paola Turbay, Sebastián Carvajal e Jorge Enrique Abello.

## Enredo
Ana Ocampo é uma mulher de 50 anos que terá que enfrentar o divórcio, após descobrir que seu marido, Horacio, é infiel a uma mulher bem mais jovem, Adelaida Gómez. Em meio à solidão, Ana descobre que o fim do casamento se tornará uma segunda chance para ela, à medida que aproveita sua nova vida e se torna uma mulher mais forte. Acaba conhecendo Joaquín Cortés, que, após conhecer Ana, lhe garante que ela é a mulher da sua vida. Enquanto isso, Horácio percebe que terminar o relacionamento com Ana foi um erro.

## Elenco
- Paola Turbay como Ana Ocampo Franco de Valenzuela
- Sebastián Carvajal como Joaquín Cortés
- Jorge Enrique Abello como Horacio Valenzuela
- Laura Archbold como Adelaida Gómez
- Camila Zárate como Magdalena Zea
- Judy Henríquez como Dolores Isabel Franco Viuda de Ocampo
- Carlos Báez como Pedro Valenzuela Ocampo
- Ilenia Antonini como Florencia Valenzuela Ocampo
- Ramistelly Herrera como Emma Valenzuela Ocampo
- Adriana Romero como Genoveva Barbosa
- Adriana Arango como Violeta Dávila Prada
- Lucho Velasco como Benjamín Lemus
- Andrés Toro cómo Luciano Ucross
- Diana Wiswell como Oriana Castro / Oriana Ucross Dávila
- Carlos Quintero como Samuel
- Gerardo Calero como Arturo Sampedro
- Samuel Montalvo como Teo Cortés Zea
- Carmen Rosa Franco como Úrsula Rojas
- Laura Hernández como Ximena Rojas
- Ana María Pérez como Zulma Rojas
- Jonathan Bedoya como Enrique "Quique" Ramos
- Luna Valbuena como Katy Matallana
- Raúl Ocampo como Alejandro
- Pedro Falla como Lorenzo Arias
- Elizabeth Minotta como Mona Agudelo
- Carolina Cuervo como Camila Ocampo Franco
- Patrick Delmas como Roberto
- Morella Zuleta como Sofia Vargas

## Produção
As filmagens da novela começaram em 9 de novembro de 2022. O primeiro teaser foi exibido em 8 de fevereiro de 2023.

## Audiência
| Horário               | # Eps. | Estreia             | Estreia           | Final               | Final           | Posição | Temporada | Classificação geral |
| Horário               | # Eps. | Data                | Primeiro capítulo | Data                | Último capítulo | Posição | Temporada | Classificação geral |
| --------------------- | ------ | ------------------- | ----------------- | ------------------- | --------------- | ------- | --------- | ------------------- |
| Segunda – Sexta 20h00 | 94     | 1º de março de 2023 | 7.1               | 25 de julho de 2023 | 9.1             | #1      | 2023      | 7.8                 |